# 法拉盛草原可乐娜公园的历史
法拉盛草原可乐娜公园是纽约市皇后区北部一个公共公园。公园的所在地曾经是哈德逊河的地质组成部分。从20世纪的头十年开始，那里是垃圾傾倒處，因为当时这片土地距离纽约市建成区非常远，以至于几乎毫无价值。纽约市公园专员罗伯特·摩西最初于1920年代构思了在法拉盛草原开发大型公园的想法，这是整个皇后区东部公园系统的一部分。法拉盛草原可乐娜公园作为1939年纽约世界博览会的举办地而進行开发，并主办了1964年世界博览会。在1964年世博会之后，公园陷入失修状态，但自1990年代、2000年代以来已经取得了一些改善。 

## 早期
在至少三个冰期，包括大约20,000年前的威斯康星冰期，冰盖向南穿越北美洲，刻蚀出了冰碛、山谷和丘陵。特别是在长岛北岸，形成了海湾和河口。长岛是由沙、砾石、粘土和巨石组成的，在冰期，终碛横跨长岛，并在其北边形成了现在法拉盛草原公园的所在地。冰碛形成了一条分水岭，冰碛北边的河流（例如未来的法拉盛河）向北排入海湾。:32法拉盛草原的地方变成了冰川湖，冰融化后变成了盐沼。:2在冰川消融之前，哈德逊河曾利用法拉盛河谷向南排入大西洋。到19世纪，该地仍然由横跨法拉盛河的湿地组成。:52该地栖息的物种包括雁形目动物和招潮蟹，以及在池塘产卵的鱼。:7
最早在该地区定居的是长岛的美国原住民阿尔冈奎人（曾被错误地称为“曼蒂考克斯[Mantinecocks]”）。他们由“卡纳尔西（Canarsee）”和“洛克威（Rockaway）”等莱纳佩人部落组成，:5居住在今皇后区和布鲁克林区的沿海湿地。从1640年开始，荷兰移民迁入该地区，在该区域西边建立了新镇（Newtown，后成为埃姆赫斯特、可乐娜和皇后区西部的其它地区），并在东边建立了法拉盛镇。这片草原被称为可乐娜草原（Corona Meadows）。:8到1666年，美洲原住民已被欧洲定居者从法拉盛草原赶出，契约只保留了美洲原住民在这片土地上狩猎的权利。17世纪中后期，一些富裕的土地所有者开始在该地建造农舍。草原为定居者提供了众多自然资源，包括木材、水、肥沃的土壤以及用于放牧家畜的草和干草。:8在美国革命期间，在后来的世博会码头的地方有一间农舍被用作英军总部。

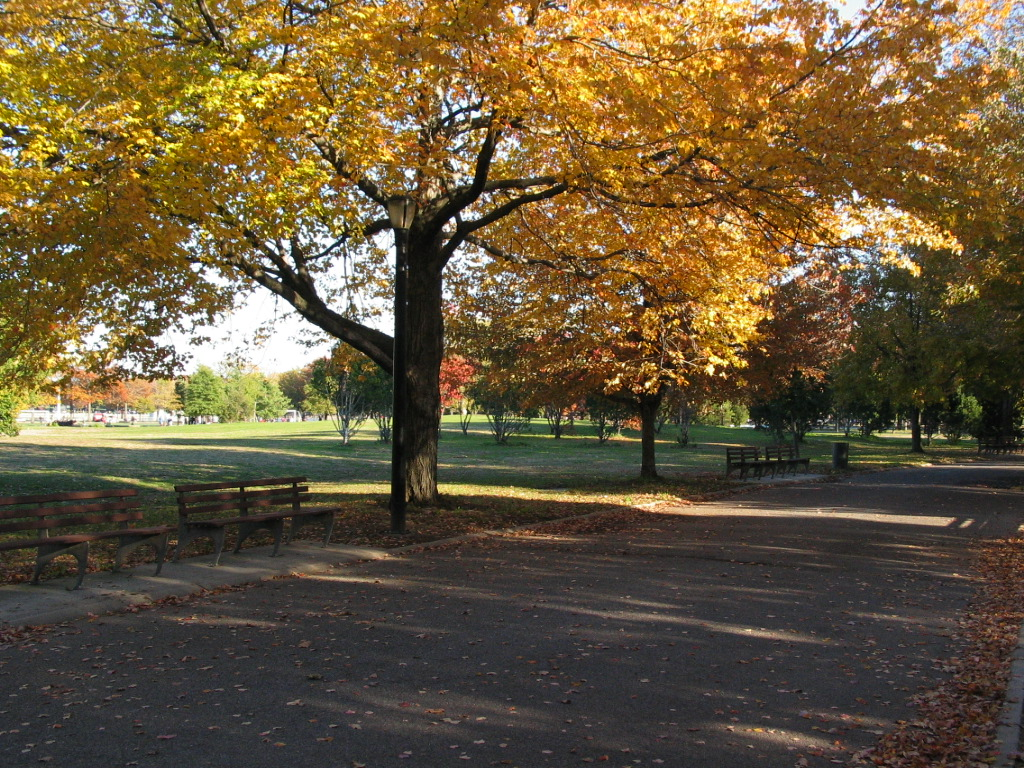
公园的秋天

到1800年代，穿越草原的原始道路已经建立，走向沿今北方大道和长岛高速公路。:8-9该处还铺设了几条铁路，包括法拉盛和北边铁路（今LIRR的华盛顿港支线和已停业的白石支线）。:9在南北战争后不久，该草原因其自然美景而成为濒水度假胜地，富裕的纽约人在该地区建造了房屋。英国沙龙老板哈里·希尔在后来的码头处建造了法拉盛湾酒店与凉亭。

## 填埋和用作垃圾场
1907年左右，承包商迈克尔·德农（Michael Degnon，其公司建造了威廉斯堡大桥、鳕鱼角运河和施坦威隧道[现7 與<7> 線还在使用]:10:18）在法拉盛河附近购买了大片沼泽地。:52:211当时，这片土地被视为“几乎一文不值”。:11德农设想使用该地在法拉盛湾周围兴建大型工业港口，类似于他在长岛城开发的码头。:211:11:1⋅10到1911年，德农与美国战争部和皇后区地形局共同制定了一项计划。该计划设想拓宽法拉盛河，并建造船舶码头，以及许多工厂和货运设施。同时，设想可乐娜的住宅区将成为工厂工人的主要居住地。:18

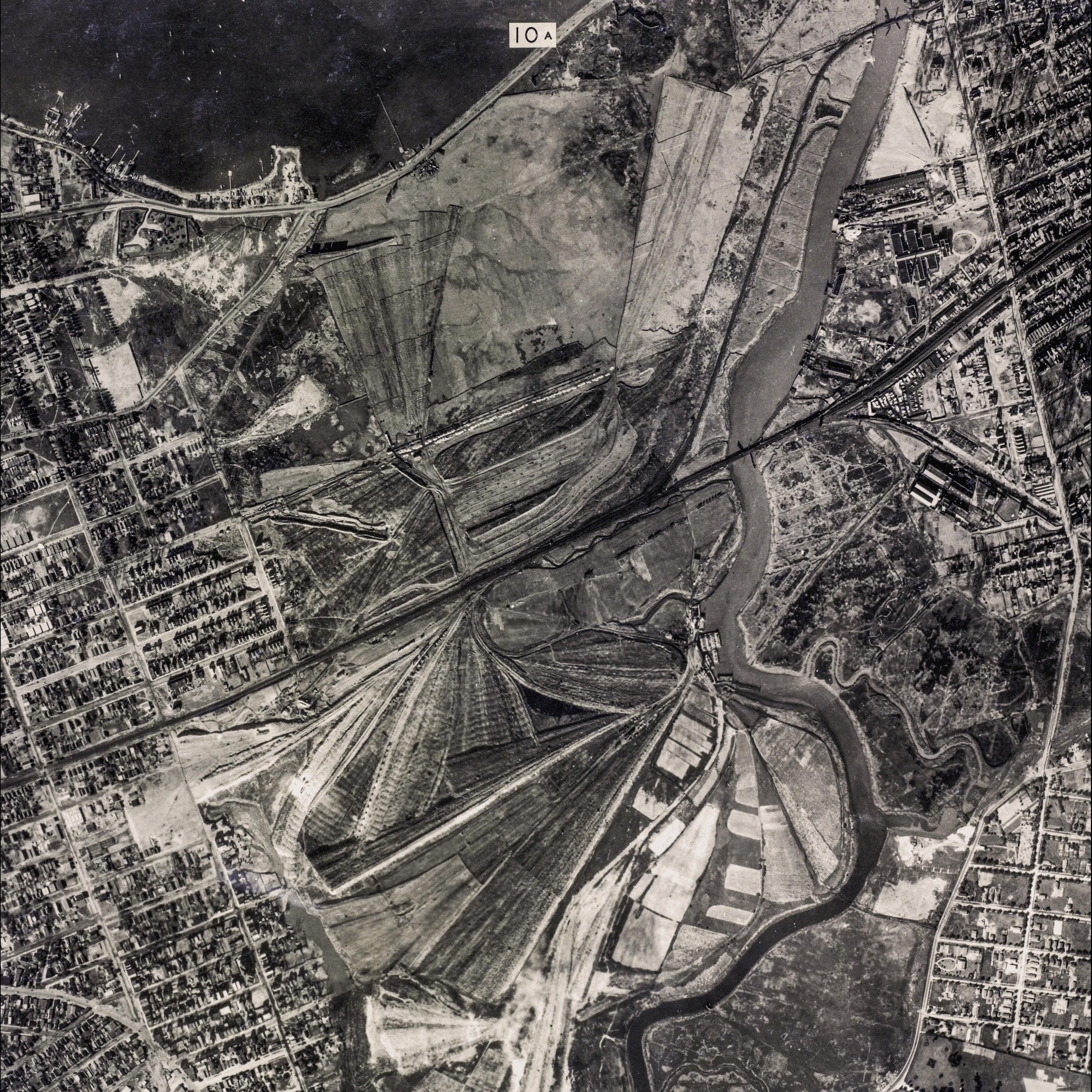
可乐娜垃圾堆鸟瞰图，大约在1920年代初

为了建造这个港口，从1910年开始，德农开始使用来自布鲁克林的生活煤灰和街道清扫物来填埋这块土地。德农成立了自己的两家公司，其中一家与纽约市环卫局签署了合同。他还与布鲁克林除灰公司（Brooklyn Ash Removal Company）签署了合同，该公司的拥有者是腐败的坦慕尼协会政治机构的一名成员。生活煤灰通过布鲁克林快速运输公司的车辆收集，然后装载到货运列车上，通过长岛铁路支线或其它车辆将垃圾运到可乐娜。:211:52:11:19:1⋅10这种方式被称为全市范围的垃圾“传送带”，而火车则被昵称为“滑石粉特快”，因为它们在行驶中经常不遮盖，使煤灰飘落在周围环境中。:11:212这块地的最北边通过现在常规的方式填埋，使用的是从法拉盛湾泵送的淤泥，这些淤泥被输送至较低的地方。来自海湾的物料由一台离岸液压机提取，通过一根1,500-英尺（460-）的管道穿过北方大道，然后堆积在湿地上。:13:23:1⋅10草原北部的填埋工程于1916年完成。:1⋅10
1917年，建设港口的愿望落空，一方面因为一战造成的物资受限，另一方面因为缺乏联邦对该项目的支持。该区的工业活动由位于长岛城、马斯珀斯、法拉盛和大学角（College Point）的已有码头来支持。:14:26:1⋅10然而，由于城市中增加了垃圾焚烧炉的使用，灰烬继续向草原倾倒。:213该区域被称为可乐娜垃圾场（Corona Dump或Corona Ash Dumps）。:212:1⋅10在将近30年的填埋过程中，约有50,000,000立方碼（38,000,000立方）的煤灰和垃圾被倾倒在草原这片区域。:1⋅10其中一座小丘被堆至90英尺（27）高，被称为“可乐娜山（Mount Corona）”。:212:52其它小丘也被堆至40—50英尺（12—15）高。煤灰的平均厚度达30英尺（9.1）。
这些垃圾堆产生着强烈的气味，又不美观，而且老鼠对当地社区的侵扰也不断增加，从而引起当地居民的愤怒。:213:52:14-15所收集的“街道清扫物”，大部分是由来自马车的马粪组成的。此外，也有许多居民干脆将普通垃圾与煤灰一起扔掉。:12:21草原也被认为是该市最糟糕的蚊子繁殖地之一。:217在斯科特·菲茨杰拉德的《了不起的盖茨比》中，对该垃圾场有一个著名的描述——“煤灰谷（a valley of ashes）”。:14-15:52菲茨杰拉德还将当时已被垃圾场污染的法拉盛河形容为“一条臭水沟（a small foul river）”。:5垃圾场和垃圾列车被指责是促成1916年可乐娜爆发小儿麻痹症的元凶。:24布鲁克林除灰公司由于从垃圾场散发的烟雾被控“违反环境卫生条例”，在1923年被当地居民告上法庭。该公司作出了较小的让步，于1931年在拿骚大道（Nassau Boulevard，今长岛高速公路）附近的一个地区开设了可乐娜公园高尔夫乡村俱乐部（Corona Park Golf and Country Club）。:5

## 辟为公园
纽约市公园专员罗伯特·摩西最初构思了1920年代在法拉盛草原开发大型公园的想法。:1083当时，他设想将该地点建成为“真正的‘中央公园’”，尤其是众多城市人口由于城市蔓延迁移到皇后区和长岛。摩西还计划将法拉盛草原作为贯穿皇后区的公园带中最西端的公园，该公园带还包括凯辛娜公园、坎宁安公园、小径塘公园和道格拉斯顿公园。:56:1⋅111929年，来自周边社区的代表制定了一项计划，将垃圾场变成休闲场所，并将其介绍给皇后区区长乔治·U·哈维。
1930年，摩西发布了该市众多公园和道路的计划。其中包括大中央快速路，其建设需要从垃圾堆获取土地。列出的临时项目之一是法拉盛河公园（Flushing River Park）和“法拉盛河公园道（Flushing River Parkway）”。:213布鲁克林除灰公司与该市的合同于1933年到期，该市于1934年5月25日接管了该公司的资产和业务。布鲁克林除灰公司的资产占据了该地1,000英畝（400公頃）中大约300英畝（120公頃），位于现长岛高速公路的北边。:7:213草原的其余部分仍包含天然野生动植物。捕兽者经常在那里活动，当地居民也在那里收集柴火和种植蔬菜，美国大萧条时期成为棚户区。:217垃圾堆的区域还被用来种植蔬菜，垃圾和粪便可以给土壤施肥。:22
1935年，该地被计划改造为“法拉盛草原公园”，并被选为1939年世界博览会的举办地。除了垃圾堆和未开发的草原之外，可乐娜111街（111th Street）以东、垃圾堆附近的房屋也被拆迁，并将这块地划入公园，将居民置换出去。:8:218该计划由公园局景观设计师吉尔莫尔·大卫·克拉克及其搭档迈克尔·拉普阿诺（Michael Rapuano）起草，并设计为布杂艺术风格。:1世博会场地的工作于1936年6月16日开始。该项目主要包括平整灰土丘，剩余的材料用来填埋草原的其它区域。有两处被挖深，用来形成草原湖和柳湖，而法拉盛河的大部分被改道为地下涵洞。还修建了一道水闸，以防止潮水淹没湖泊。:1085:5:213:37,52除了休闲之外，这两个湖还将作为过量暴雨径流的储存库。:9挖湖挖出的泥土被用作公园额外的表层土。该工程是一项24小时的工作，有450名工人每天三班倒工作。:7工人不得不抗击涨潮和煤灰造成的沙尘暴的影响。这项工作大大改变了草原的地形，与原先由冰川形成的地形有明显不同。为了创造自然景观，数千棵树木被移植到世博会场地。同时，数千棵100英尺（30）高的花旗松木材被打入地下作为世博会结构的桩基。:219行人计划要求修建许多绿树成荫的小路，包括通往三角塔与封闭球的中央“级联林荫路（Cascade Mall）”，其中许多将留给公园。
面对必须处置的垃圾山，摩西将相当大一部分垃圾填入了公园边缘或穿过公园的几条道路下面。:8:214:214其中包括沿公园东侧的范·威克高速公路（678号州际公路）、附近的区际大道（Interboro Parkway，现杰基·罗宾逊快速路）和将公园分为南北两半的长岛高速公路（495号州际公路）。大中央快速路将西侧的一小部分与北半部的主体分隔开，而东西向的宝石道（Jewel Avenue）将南半部一分为二。:64:126:14法拉盛草原的场地成功地由垃圾堆变成了公园，这促使摩西和城市通过短期垃圾填埋将城市中的其它湿地开发为公园。这种方式也被用于建造布鲁克林的海洋公园 (布鲁克林公园)和春溪公园，以及布朗克斯的轮渡角公园。这也是清泉溪和埃奇米尔填埋场原先的计划，它们在计划的使用期限后仍保持开放，并成为大型和长期的城市垃圾场。:8:214清泉溪填埋场目前正在开发为清泉溪公園。:321

## 两次世博会

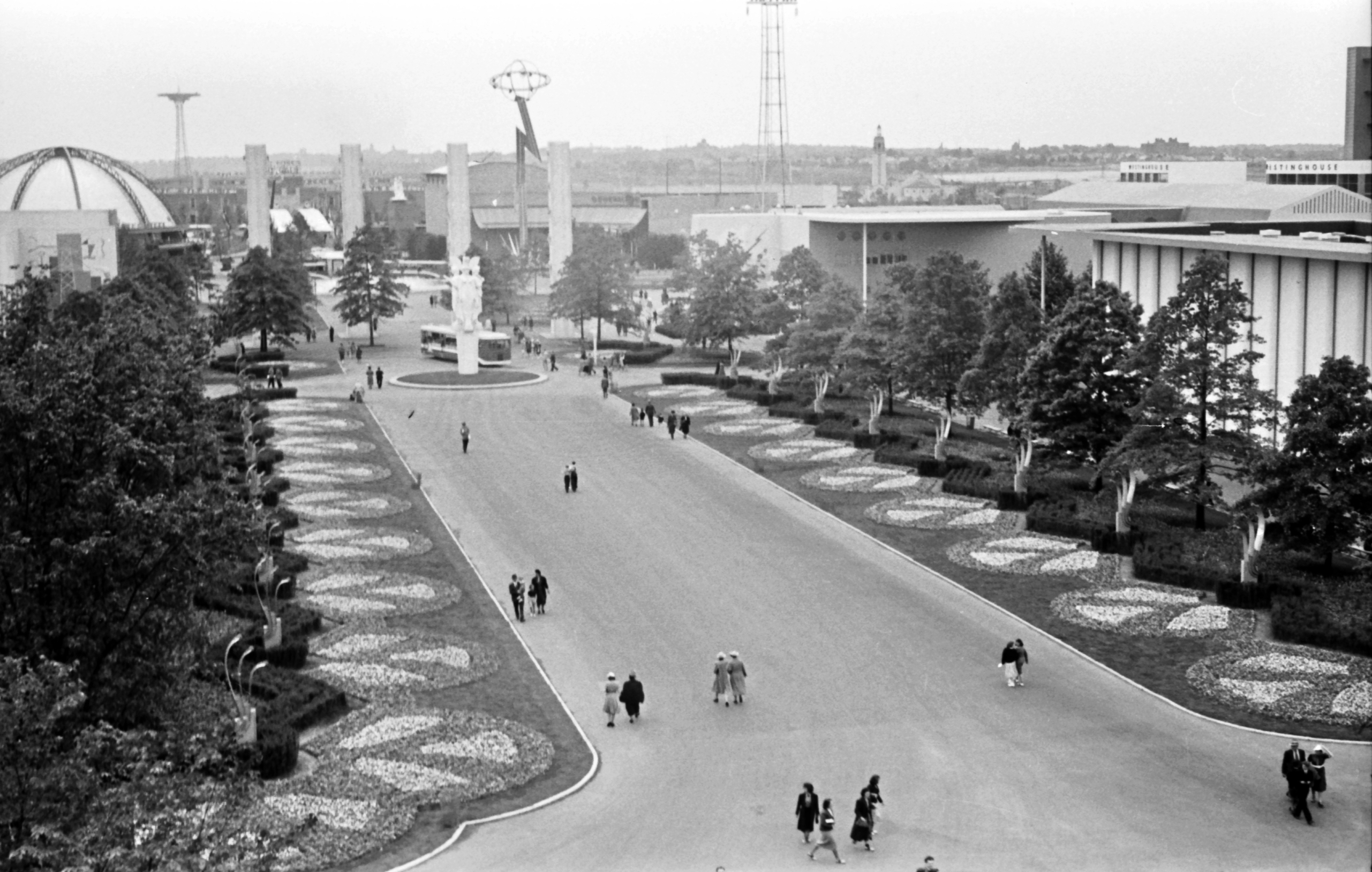
1939年纽约世界博览会

1939年11月，一根穿过法拉盛草原公园向法拉盛供水的主水管破裂。与博览会建筑不同，该管线并没有建设在桩基上，最终沉入了沼泽和垃圾填埋场。1940年1月，区长哈维（Harvey）要求对主要建筑进行调查，而估算委员会则拨款50,200美元进行维修。按照计划，1940年在博览会结束之后，这片场地会被清理，用来开发法拉盛草原，并作为城市公园开放。但二战的爆发将该项目推迟了。世博会的利润本来打算用来偿还开发公园所付出的成本，但尽管成功了，博览会还是蒙受了经济损失。:31941年仅开放了两处永久性景点：位于纽约市大楼的一个溜冰场和旱冰场，以及位于纽约州海洋圆形剧场（York State Marine Amphitheatre，现已拆除）的公共游泳池。该泳池利用了博览会期间用于“比利·罗斯水族馆”的水池。:13:29
从1946年开始，1939年世博会的一些建筑被用作联合国的第一个临时总部。在此期间，以前的纽约市大楼由联合国大会使用。:14-15:53:1⋅11摩西试图将法拉盛草原出售给联合国作为永久总部，这将需要新的建筑，及对世博会的格局进行重新设计。但该提议被拒绝了，因为他们担心这片曾经是沼泽地的地方是否能够承受建筑结构，以及草原上缺乏“优美的风景”，而且距离曼哈顿太远。联合国于1951年迁至现在的永久总部。:1085:21纽约市大楼后来被翻新，作为1964/1965年世博会的纽约市馆（New York City Pavilion），其中包括了纽约市全景（Panorama of the City of New York）——整个城市的大比例模型。:24这是从1939/40年世博会幸存下来的两座建筑之一，并且是唯一保留在原地的建筑。:53（另一座是比利时馆，于1941年被拆解并搬到了弗吉尼亚联合大学的校园里。:18）它现在是皇后博物馆，仍在使用，并偶尔会更新市全景。同时，公园的其余部分已变得荒废，野生动物迁回该地区。在此期间，公园仅进行过较小的升级。:18-19

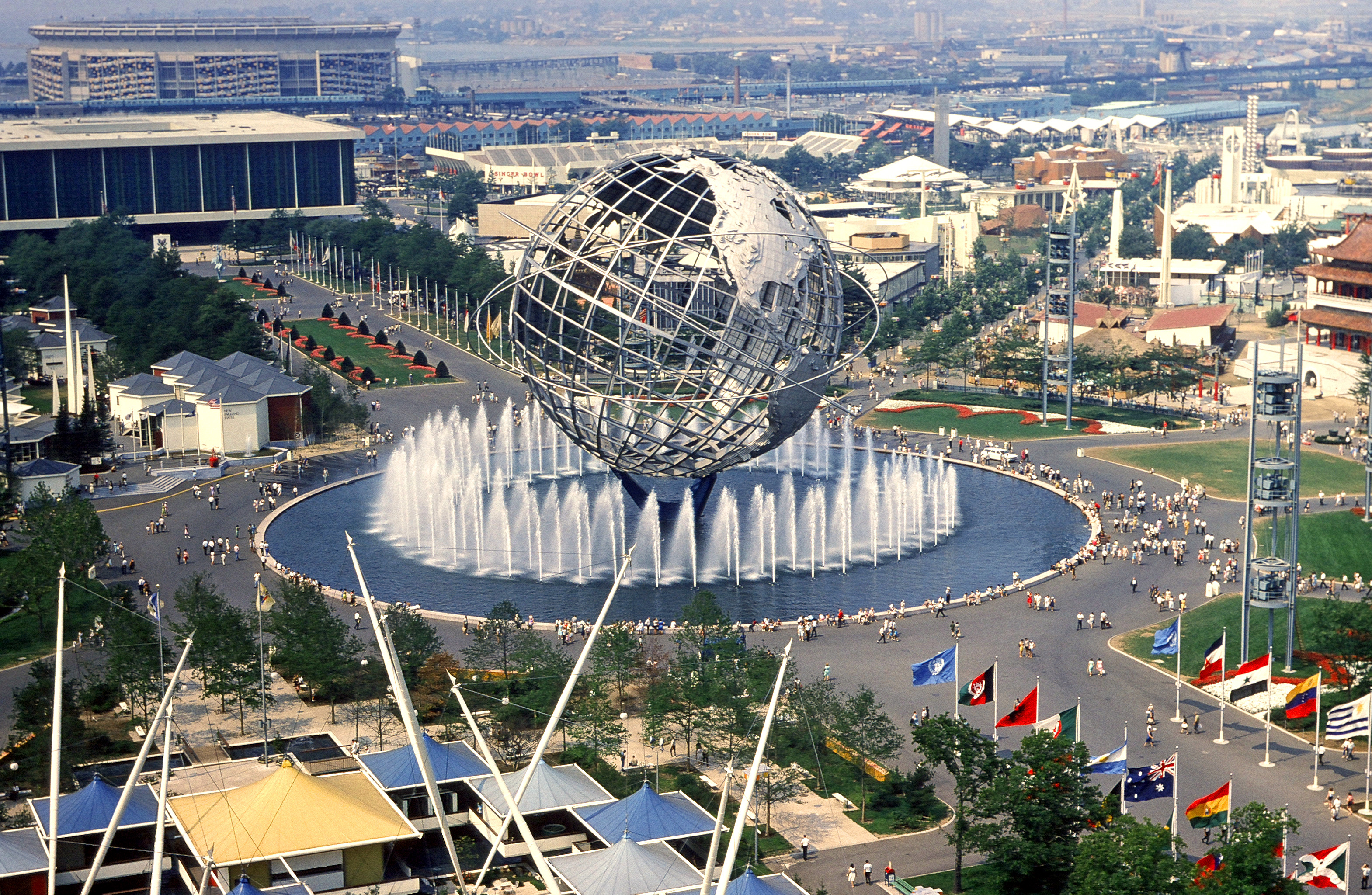
1964年世界博览会上的大地球仪

1959年，法拉盛草原被选为1964年世界博览会的场地。:1⋅11吉尔摩·克拉克和迈克尔·拉普阿诺被保留下来，为新世博会改造1939年的原始公园布局。:16:3有三个结构是从1939年世博会保留下来的。同时，建造了一些新的结构和景点，包括大地球仪、谢亚球场、纽约科学馆和皇后植物园；其中后三个将作为未来公园的永久景点。:57:53大地球仪是1964/1965年世界博览会的主要标志，自此成为公园的主要标志性雕塑。:54:1它的位置就是上次世博会期间封闭球所在的地方。:1,3范·威克高速公路沿原世博会铁路的右路向北延伸，穿过公园。:35摩西和公园局还制定了世博会后计划，以完成法拉盛草原公园以及凯辛娜走廊公园（Kissena Corridor Park）和凯辛娜公园的建设，预计在1967年完成。:57
1964年初，为准备当年的世界博览会，纽约市议会在公园的名称里加上了“可乐娜”一词，公园的名称变为“法拉盛草原可乐娜公园”。议员爱德华·萨多斯基（Edward Sadowsky）解释说这是为了纠正不公：“可乐娜人民长期生活在以社区命名的垃圾场或垃圾堆的臭气中。现在，当看到美丽的事物时，却没有提到可乐娜这个名字。”世博会结束后，剩余的1,160万美元资金中的大部分，以及来自摩西的三区大桥和隧道管理局的资金，都被用于将该场地修复为一个真正的公园。:1085:1⋅11:4法拉盛草原可乐娜公园从世界博览会公司移交回公园局，并于1967年6月3日开放。

## 世博会之后
尽管公园开放了，但尚未成为摩西最初设想的大公园。:1086-10871967年8月，新公园专员奥古斯特·赫克谢二世试图开始将该公园改进为“20世纪的中央公园”。建筑师马塞尔·布劳耶和丹下健三为公园设计了新计划，但是由于与纽约市审计长办公室的沟通问题，该项目没有获得资金。到1972年，改造公园的工作几乎没有进行，而许多世博会建筑都处于失修状态。这种失修在公园系统内是系统性的，这是在十年财政危机期间缺乏资金的产物。:19这种失修的状态一直持续到1980年代。
1978年，美国网球公开赛从森林小丘的西边网球俱乐部转移到法拉盛草原可乐娜公园。比赛最初在歌手碗体育场（已更名为路易斯·阿姆斯特朗体育场）举行，该体育场是1964年世界博览会的建筑，为比赛进行了装修和扩建。公园的其它部分也为比赛进行了维修或扩建，包括大地球仪的喷泉。
自1990年代初以来，纽约州馆的扶手、台阶和喷泉池沿已被滑板手利用，并出现在著名的东海岸滑板视频中。2010年，在旁边建造了一个滑板公园，来举办马洛夫货币杯滑板比赛。滑板公园由专业滑板手克里斯·科尔、杰夫·罗利和史蒂夫·罗德里格斯设计，并由加州滑板公园建造。它建在1964年世界博览会星空喷泉（Astral Fountain）的位置。
到2000年代初，公园已成为许多无家可归者的住所。这一事实得到关注，是因为五个可能无家可归者被绑架、强奸，一名女性还收到死亡威胁，当时她和她的同伴坐在大都会-威利斯角地铁站附近。
在2000和2010年代，法拉盛草原可乐娜公园进行了一些改进。2002年成立了法拉盛草原可乐娜公园保护区（Flushing Meadows–Corona Park Conservancy），以宣扬该区域的公园土地。耗资6,630万美元的法拉盛草原游泳馆于2008年建成开放，它包含一个奥林匹克标准的公共室内游泳池和一个国家冰球联盟标准的滑冰场。该设施是纽约市公园中最大的休闲中心，有110,000平方英尺（10,000平方）。随后在2009年花旗球场建成开放，这是用来取代谢亚球场的新棒球场。另一个公私合作机构，法拉盛草原可乐娜公园联盟（Alliance for Flushing Meadows-Corona Park），于2015年成立。它开始在法拉盛草原可乐娜公园建设几个改善项目，或宣布计划。其中包括一项恢复纽约州馆的计划，以及在公园的世博喷泉中建造“迷雾花园”。其它项目包括在草原湖周围建造长廊，以及修复世博会游乐场（World's Fair Playground）和码头。
2015年，法拉盛草原可乐娜公园也开始举办皇后夜市，这是一个夏季美食市场，提供来自几十个国家的美食。其价格亲民，所有食物的最高价格为5-6美元，因此该市场变得颇受欢迎。另一个美食节是世界博食会（World's Fare），始于2017年，大约5月第三个周末在花旗球场的停车场举行。